# Nasz Przegląd
Nasz Przegląd (« Notre revue ») est un journal juif polonais d'orientation sioniste publié entre le 25 mars 1923 et le 20 septembre 1939,. C'est l'un des journaux juifs polonais les plus connus de l'entre deux-guerres. Il était réputé pour sa qualité d'écriture. Basé à Varsovie, sa diffusion était quotidienne. L'équipe éditoriale de Nasz Przegląd comptait en son sein des personnalités ayant travaillé dans d'anciens organes de presse juifs polonais, Opinia Żydowska, Głos Żydowski et Dziennik Poranny.
Sa diffusion allait de 20 000 à 50 000 exemplaires. Le journal avait un lectorat non juif important. Nasz Przegląd a fermement revendiqué son indépendance vis-à-vis des partis politiques, mentionnant dans sa signature être un « Organe indépendant ».
Entre 1926 et 1930, Nasz Przegląd a publié un supplément pour enfants, Mały Przegląd (« Petite revue ») dirigé par Janusz Korczak, paraissant tous les vendredis.
En 1929, le journal organise Miss Judaea, un concours de beauté visant à élire une reine de beauté juive polonaise.
Isaac Deutscher a travaillé pour le journal dans les années 1920.